# Langdon (Kansas)
Langdon es una ciudad ubicada en el condado de Reno en el estado estadounidense de Kansas. En el año 2010 tenía una población de 42 habitantes y una densidad poblacional de 140 personas por km².

## Geografía
Langdon se encuentra ubicada en las coordenadas 37°51′12″N 98°19′28″O / 37.85333, -98.32444 (37.853349, -98.324495).

## Demografía
Según la Oficina del Censo en 2000 los ingresos medios por hogar en la localidad eran de $36,250 y los ingresos medios por familia eran $45,833. Los hombres tenían unos ingresos medios de $33,750 frente a los $14,375 para las mujeres. La renta per cápita para la localidad era de $17,136. Alrededor del 24.2% de la población estaban por debajo del umbral de pobreza.